# Fukuoka prefektur
Fukuoka prefektur (福岡県 Fukuoka-ken) är belägen längst norrut på ön Kyushu i Japan. Huvudort är Fukuoka.

## Administrativ indelning
Prefekturen var år 2018 indelad i 29 städer (-shi) och 31 kommuner (-chō, -machi eller -mura).
Kommunerna grupperas i elva distrikt (-gun). Distrikten har ingen administrativ funktion utan fungerar i huvudsak som postadressområden.
Fukuoka och Kitakyūshū har speciell status som signifikanta städer (seirei shitei toshi).
Städer:
- Asakura, Buzen, Chikugo, Chikushino, Dazaifu, Fukuoka, Fukutsu, Iizuka, Itoshima, Kama, Kasuga, Kitakyūshū, Koga, Kurume, Miyama, Miyawaka, Munakata, Nakagawa, Nakama, Nōgata, Ogōri, Ōkawa, Ōmuta, Ōnojō, Tagawa, Ukiha, Yame, Yanagawa, Yukuhashi

Distrikt och kommuner
| - Asakura distrikt - Chikuzen - Tōhō - Chikujō distrikt - Chikujō - Kōge - Yoshitomi - Kaho distrikt - Keisen | - Kasuya distrikt - Hisayama - Kasuya - Sasaguri - Shime - Shingū - Sue - Umi | - Kurate distrikt - Kotake - Kurate - Mii distrikt - Tachiarai - Miyako distrikt - Kanda - Miyako | - Mizuma distrikt - Ōki - Onga distrikt - Ashiya - Mizumaki - Okagaki - Onga | - Tagawa distrikt - Aka - Fukuchi - Itoda - Kawara - Kawasaki - Ōtō - Soeda - Yame distrikt - Hirokawa |

## Kommunikationer
Prefekturens största järnvägslinjer är Sanyo Shinkansen från Osaka och Kyushu Shinkansen från Kagoshima. Bägge slutar på stationen Hakata i Fukuoka.
Den största flygplatsen är Fukuoka flygplats som har både inrikes och utrikes trafik.

## Galleri

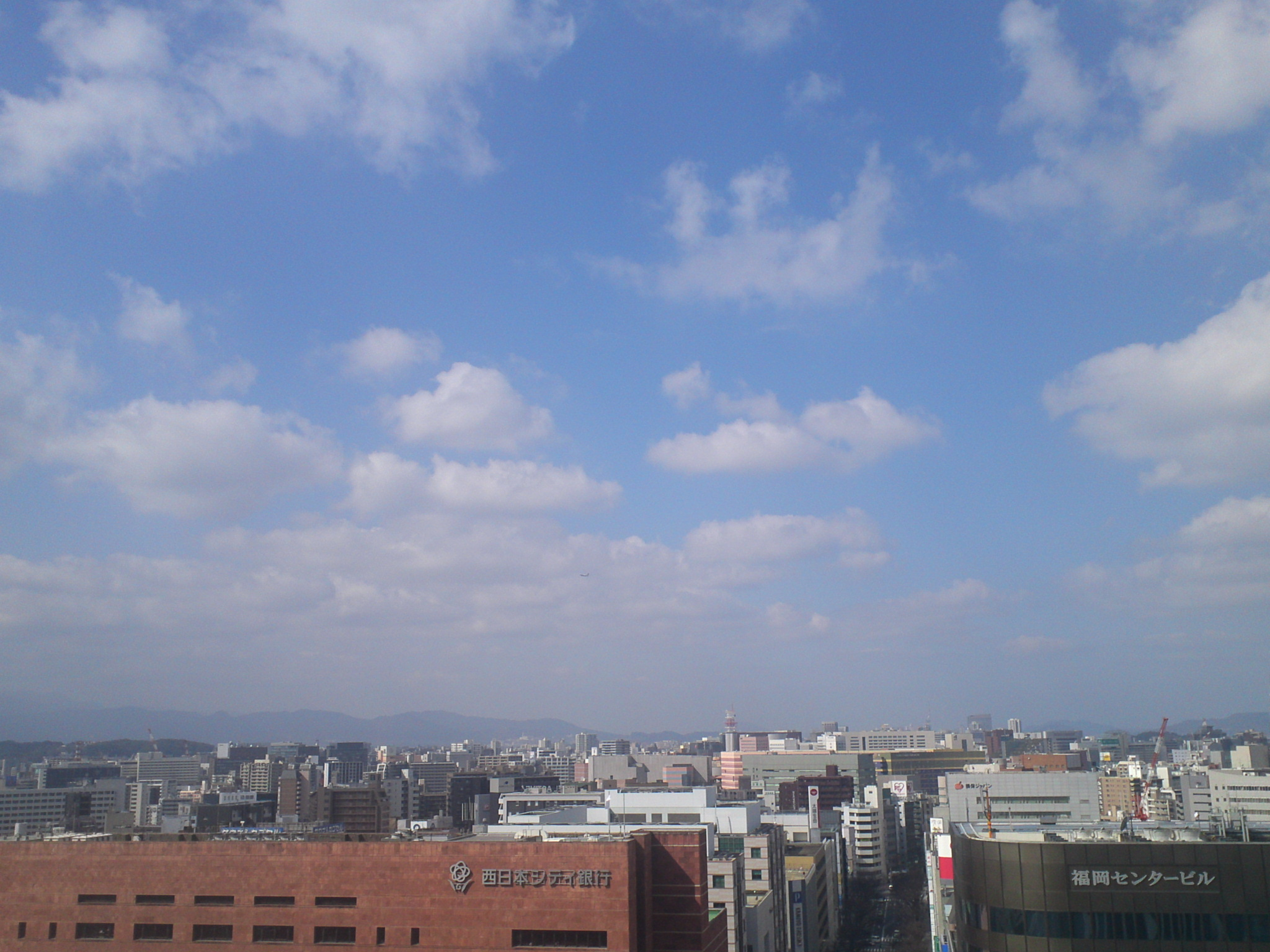
Fukuoka stad
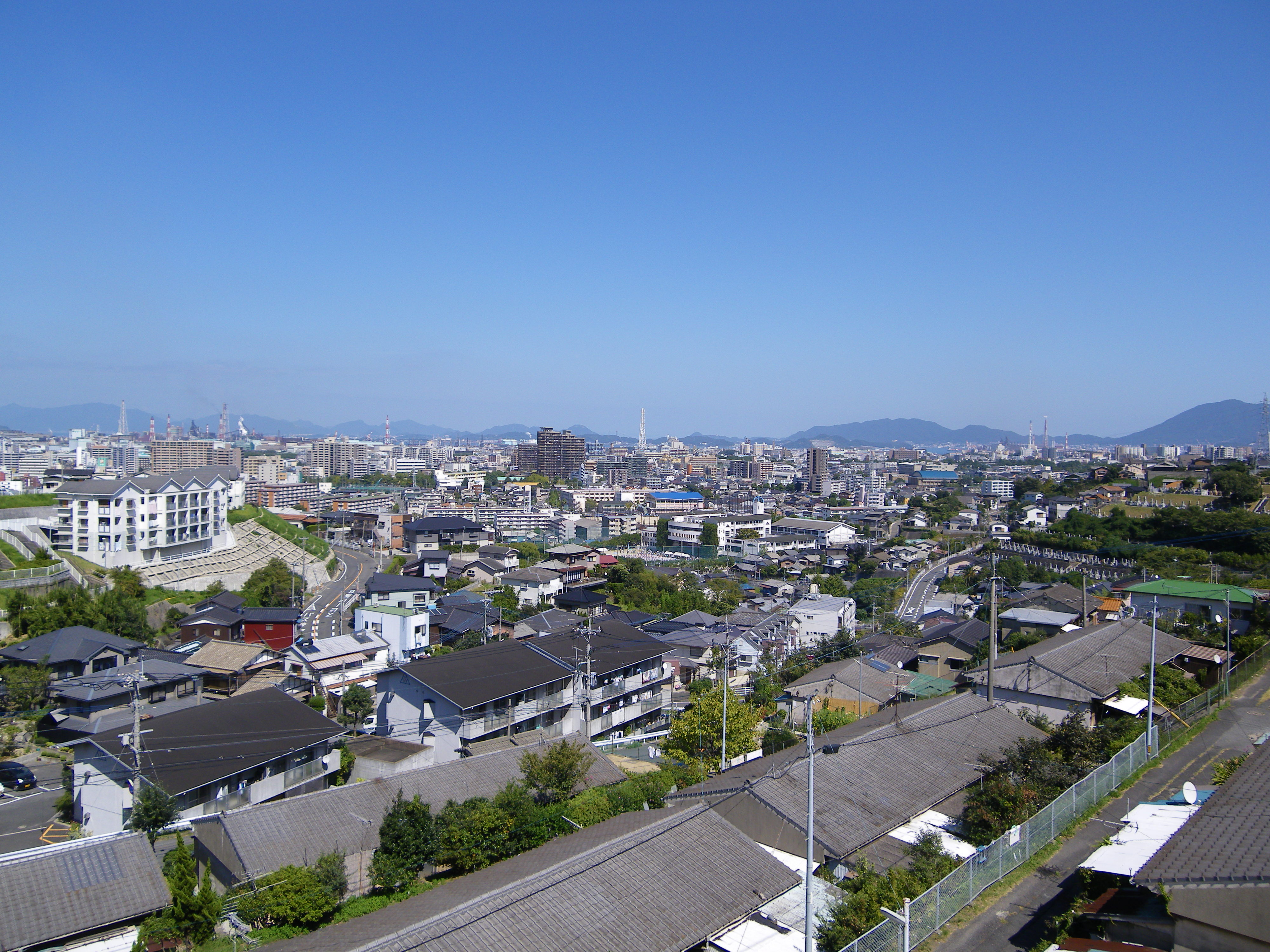
Kitakyushu
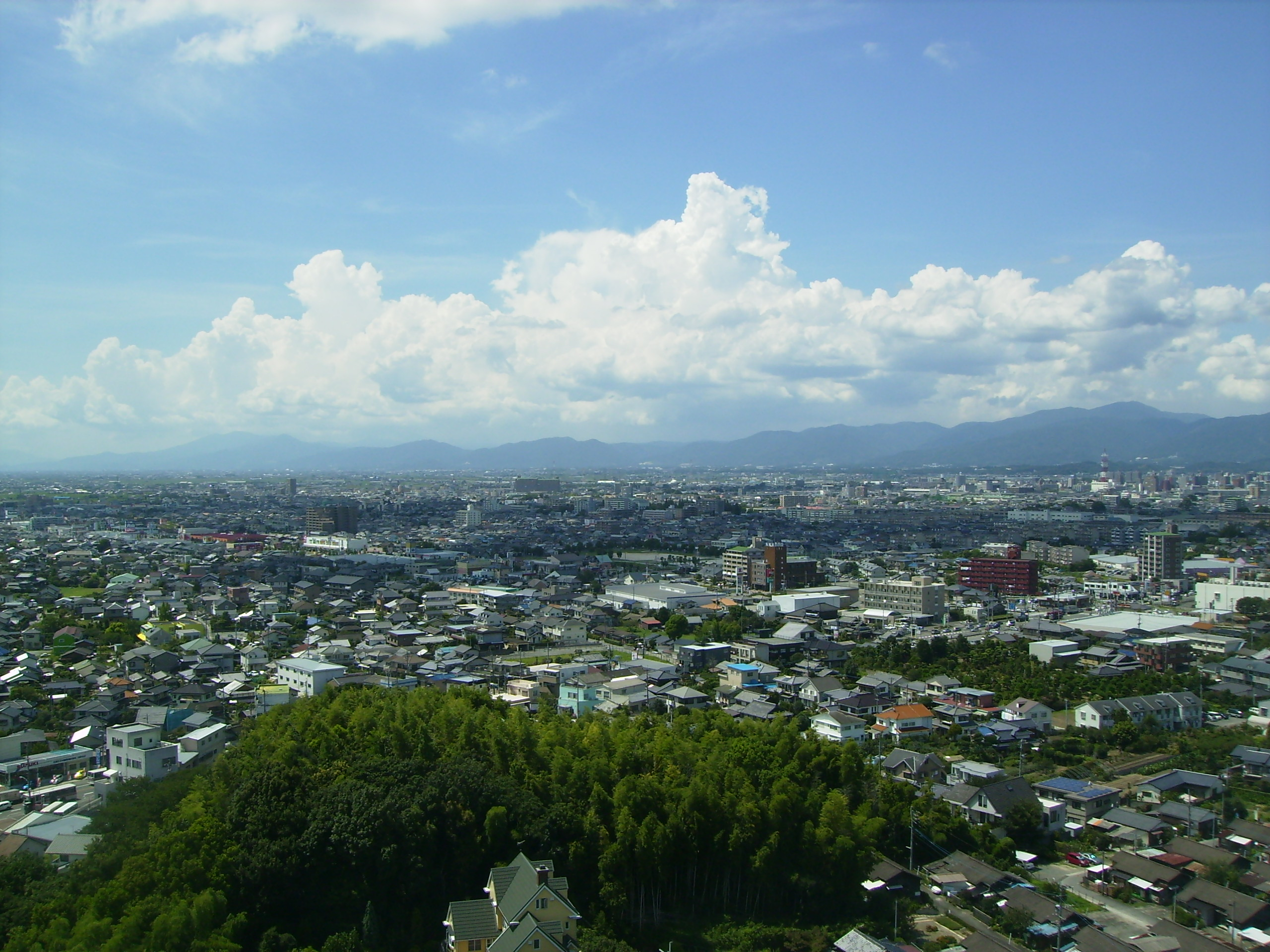
Kurume
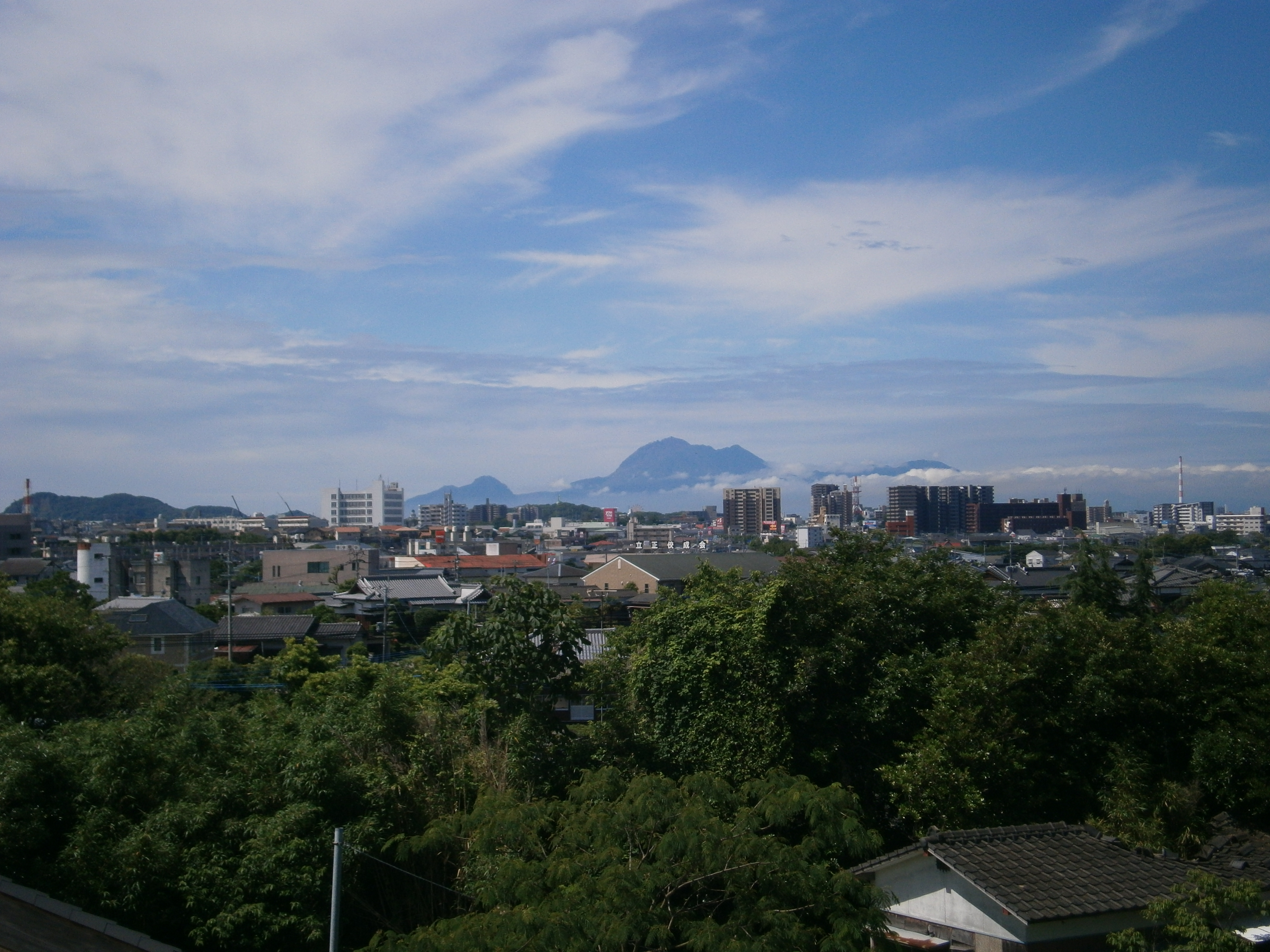
Omuta